# Пакшвер, Александр Бернардович
Александр Бернардович Пакшвер (1900—1990) — советский учёный в области производства вискозных и капроновых волокон, доктор технических наук (1946), профессор (1947), заслуженный деятель науки и техники РСФСР (1970), лауреат Сталинской премии (1950).

## Биография
Родился в Москве 29 марта 1900 г. (по старому стилю) в семье работника таможенной службы Бера Зайнвелевича Пакшвера и Алисы Абрамовны Герценберг. С 1909 г. обучался в частной гимназии П. Страхова. Окончил её в 1918 г. с золотой медалью и поступил на механический факультет МВТУ. В 1919—1921 гг. служил в РККА. После мобилизации восстановился в МВТУ, но на химический факультет по специальности «Химическая технология органических красителей».
С 1 января 1925 г. учился в аспирантуре. Одновременно стал слушателем Московского высшего инженерно-педагогического института, который окончил в 1927 г. по специальности «Технология крашения».
В ноябре 1928 г. защитил научную работу на тему «Действие солнечного света на хлопчатобумажные ткани и целлюлозу». После этого работал ассистентом на кафедре технологии органических красителей МВТУ.
В 1929 году был командирован на стажировку в Германию с целью изучения технологии искусственных волокон. Стажировку в Германии проходил с Александром Ивановичем Меосом и Захаром Александровичем Роговиным.
С осени 1929 г. доцент кафедры технологии искусственного волокна.
Параллельно работал инженером по проектированию в тресте «Стройволокно» (1929—1930), учёным секретарем там же (1930—1931), с 1931 г. научный консультант в НИИ искусственного волокна (ВНИИВ) в Мытищах.
В 1932 г. из МВТУ перешёл в Военно-Химическую Академию им. К. Е. Ворошилова. Одновременно — доцент кафедры технологии искусственных волокон в Промышленной академии им. И. В. Сталина.
С 1934 г. доцент кафедры технологии искусственного волокна Московского химико-технологического института им. Д. И. Менделеева. 11 октября 1935 г. утверждён в ученой степени кандидата технических наук без защиты диссертации (по совокупности научных трудов).
С 15 февраля 1936 г. заведующий кафедрой химической технологии переработки целлюлозы ИХТИ (г. Иваново).
После закрытия кафедры в 1940 г. уехал в Мытищи, работал научным руководителем ВНИИВ, а также доцентом кафедры технологии искусственных волокон в МХТИ.
В 1941—1944 г. начальник проектного отдела фабрики «Вискоза», эвакуированной в Наманган вместе с ВНИИВ.
После возвращения в Москву 30 мая 1944 г. защитил докторскую диссертацию:
- Исследования в области медноаммиачных растворов целлюлозы : диссертация … доктора технических наук : 05.00.00. — [Б. м.], 1940. — 452 с. : ил.

Оставаясь научным консультантом ВНИИВ, с 15 января 1947 г. по совместительству работал профессором кафедры химической технологии переработки целлюлозы ИХТИ, восстановленной после войны. Читал в курсы «Технология вискозных и медноаммиачных волокон» и «Синтетические волокна».
26 апреля 1947 г. утверждён в учёном звании профессора. 3 июля 1948 г. избран заведующим кафедрой, которая стала называться кафедрой технологии искусственного волокна.
Одновременно продолжал работать в ВНИИВ, но с октября 1948 года, после переезда в Иваново, — в его филиале в г. Шуя (старший научный сотрудник, научный руководитель).
В 1950 г. за цикл научных работ и организацию производства полиамидных волокон удостоен Сталинской премии.
С 1 сентября 1956 г. профессор кафедры химической технологии волокнистых материалов Всесоюзного заочного института текстильной и легкой промышленности (ВЗИТЛП, Москва).
В 1957 г., после того, как Калининский филиал ВНИИВ был преобразован в институт синтетических волокон (ВНИИСВ), переехал в Калинин и занял должность заместителя директора по научной работе. С 1965 года заведующий теоретическим отделом этого института. Одновременно продолжал преподавать в ВЗИТЛП, и полностью перешёл туда в 1978 году.
Умер 27.03.1990 в Калинине, куда переехал к сыну.

## Награды и звания
- Заслуженный деятель науки и техники РСФСР(1970).
- Орден «Знак Почёта» (1968).

## Семья
Жена — Елена Константиновна Манкаш (1900 г.р.), окончила Второй Московский государственный университет в 1931 году, кандидат технических наук (1948).
Сыновья:
- Леонард (1927) — женат на Нине Глинской (род. 1930), двое детей: Сергей (род. 1951) и Галина (род. 1958)
- Эрик (1930-12.04.2019) — кандидат технических наук, ведущий научный сотрудник ВНИИ синтетического волокна, выдающийся специалист в области теории и практики формования химических волокон, Почетный химик и изобретатель СССР, В 1952 году окончил с отличием Ивановский государственный химико-технологический университет по специальности: химик-технолог производств химических волокон. В 1961 году был назначен главным специалистом в стране по производству полиакрилонитрильных волокон.

## Сочинения
- Технология медноаммиачного волокна [Текст] / д-р техн. наук, проф. А. Б. Пакшвер. — Москва ; Ленинград : изд-во и 1-я тип. Гизлегпрома, 1947 (Ленинград). — 227 с. : черт.; 23 см.
- Отделка вискозного волокна [Текст] / В. А. Груздев, А. Б. Пакшвер. — Москва : Гизлегпром, 1956. — 195 с. : ил.; 23 см.
- Физико-химические основы технологии химических волокон [Текст]. — Москва : Химия, 1972. — 431 с. : черт.; 22 см.
- Оборудование фабрик вискозного волокна [Текст] : [Пособие для втузов и инж.-тех. работников] / А. Пакшвер и А. Чачхиани. — Москва : Госхимиздат, 1940. — 464 с., 1 вкл. л. черт. : ил., черт., граф. и схем.; 21 см.
- Технологические расчеты в производстве химических волокон [Текст] : [Учеб. пособие для текстильных специальностей вузов] / А. Б. Пакшвер, А. И. Меос. — Москва : Ростехиздат, 1960. — 347 с., 1 отд. л. граф. : черт.; 23 см.
- Химия и технология производства волокна нитрон [Текст] / А. Б. Пакшвер, Б. Э. Геллер. — Москва : Госхимиздат, 1960. — 148 с. : черт.; 22 см.